# Phước Lộc (Quảng Nam)
Phước Lộc is een xã in het district Phước Sơn, een van de districten in de Vietnamese provincie Quảng Nam. Phước Lộc heeft ruim 600 inwoners op een oppervlakte van 95 km².

## Geografie en topografie
Phước Lộc ligt in het zuiden van Phước Sơn en grenst in het zuiden aan de huyện Đắk Glei in de provincie Kon Tum. De xã's in Đắk Glei die aan Phước Lộc grenzen, zijn Đắk Choong en Mường Hoong. In het oosten ligt Phước Thành, in het westen grenst Phước Lộc aan Phước Công. In het noorden grenst Phước Lộc aan Phước Chánh en Phước Kim.